# Anastassia Zúieva
Anastassia Valérievna Zúieva-Féssikova, transliterat a l'anglès Zueva (en rus: Анастасия Валерьевна Зуева, nascuda Féssikova, Фе́сикова; Voskresensk, 8 de maig de 1990), és una nedadora russa que té el rècord nacional de Rússia en els esdeveniments de 50, 100 i 200 metres estilo esquena. Va nedar per a Rússia en els Jocs Olímpics de 2008 i els Jocs Olímpics de 2012. En els Jocs de 2012, va guanyar una medalla de plata en els 200 m esquena.
En 2009, va nedar sota el rècord mundial existent en curs llarg femení de 50 m esquena tres vegades, no obstant això, dues d'aquests tres temps no han estat aprovats com a rècord mundial, i el tercer, a partir de juliol de 2009, és un probable candidat a tampoc ser aprovat.

## Carrera
El 28 d'abril de 2009 en el Campionat de Rússia 2009, Zúieva va nedar dues vegades sota el rècord mundial existent en curs llarg de 50 m esquena femení de 27,67 per Sophie Edington d'Austràlia. En els preliminars de la reunió, Zúieva va registrar un 27,48 per liderar la classificació per a la final, on va guanyar l'esdeveniment en 27,47.